# Pécsely
Pécsely is een plaats (község) en gemeente in het Hongaarse comitaat Veszprém. Pécsely telt 554 inwoners (2001).